# Qu Yunxia
Qu Yunxia (chinesisch 曲雲霞 / 曲云霞, Pinyin Qū Yúnxiá; * 25. Dezember 1972) ist eine ehemalige chinesische Mittel- und Langstreckenläuferin.
1990 wurde sie Vize-Juniorenweltmeisterin im 1500-Meter-Lauf. Ein Jahr später gewann sie über dieselbe Distanz Bronze bei der Universiade.
1992 wurde sie Sechste bei den Crosslauf-Weltmeisterschaften und gewann bei den Olympischen Spielen in Barcelona über 1500 Meter die Bronzemedaille in 3:57,08 min hinter der Algerierin Hassiba Boulmerka (Gold) und der für das Vereinte Team der GUS startenden Russin Ljudmila Rogatschowa (Silber).
1993 wurde sie bei der chinesischen Marathonmeisterschaft Zweite hinter Wang Junxia, die beim gleichen Rennen einen Asienrekord aufstellte. Bei den Weltmeisterschaften in Stuttgart gewann sie Gold über 3000 Meter in 8:28,71 min vor ihren Landsmänninnen Zhang Linli und Zhang Lirong.
Bei den chinesischen Nationalspielen desselben Jahres, bei denen die Frauenweltrekorde im Mittel- und Langstreckenlauf reihenweise fielen, brach sie über 1500 m mit der Zeit von 3:50,46 min den 13 Jahre alten Rekord von Tatjana Kasankina (3:52,47 min). Über 3000 Meter blieb sie einen Tag später im Vorlauf mit 8:12,27 min ebenso wie die Erstplatzierte Wang Junxia (8:12,19 min) um mehr als zehn Sekunden unter der alten Weltrekordmarke von Tatjana Kasankina. Im Finale war dann Wang nochmals um sechs Sekunden schneller (8:06,11 min), und Qu lief mit 8:12,18 min als Zweite ein. Dies war bis am 25. Mai 2025 die zweitbeste Zeit über diese Distanz.
Die vom umstrittenen Trainer Ma Junren betreute Sportlerin beendete 1997 nach einer Reihe von Verletzungen ihre Karriere.

## Persönliche Bestzeiten
- 800 m: 1:56,24 min, 9. September 1993, Peking
- 1500 m: 3:50,46 min, 11. September 1993, Peking (Weltrekord; verbessert von Genzebe Dibaba am 17. Juli 2015: 3:50,07)
- 3000 m: 8:12,18 min, 13. September 1993, Peking
- 5000 m: 15:04,36 min, 21. Januar 1997, Shanghai
- Marathon: 2:24:32 h, 4. April 1993, Tianjin